# 赤いギヤマン
「赤いギヤマン」（あかいギヤマン）は、いしだあゆみの55枚目のシングル。1981年11月21日にアルファレコード（現：ソニー・ミュージックレーベルズ）から発売された。

## 解説
前作「マイルド・ロマン・ロック」以来、1年5か月ぶりにリリースされたシングルにしてアルファレコード移籍後のシングル。アルファレコード在籍時代としては唯一のシングルとなっている。

## 収録曲
（全編曲：井上鑑）
1. 赤いギヤマン [3:50]
作詞：岩谷時子、作曲：滝沢洋一
2. 波になって [4:08]
作詞：呉田軽穂、作曲：戸塚省三

## 収録アルバム
- 『いしだあゆみ』（#1(赤いギヤマン)、#2(波になって)）
- 『いしだあゆみ・しんぐるこれくしょん』（DISC 2・#8(赤いギヤマン)、#9（波になって））